# Centrale nucleare di Tihange
La centrale nucleare di Tihange è una centrale nucleare belga situata presso la città di Tihange, nell'attuale comune di Huy, nella provincia di Liegi, in Belgio. L'impianto è composto da 3 reattori PWR da 3.024 MW di potenza netta complessiva. Il reattore 1 ha avuto una proroga per il funzionamento di 10 anni, in attesa di delineare una uscita definitiva dalla produzione elettrica da fonte nucleare.
È gestita da Electrabel, una controllata di Engie. La centrale nucleare di Tihange è uno dei principali impianti nucleari in Belgio ed è composta da tre reattori nucleari operativi.    Reattori nucleari: La centrale nucleare di Tihange ospita tre reattori nucleari in funzione:        Tihange-1: È un reattore ad acqua leggera pressurizzata (PWR) ed è stato messo in servizio nel 1975.        Tihange-2: Anche questo è un reattore PWR ed è stato messo in servizio nel 1983.        Tihange-3: Questo reattore è anch'esso un PWR ed è entrato in funzione nel 1985.    Produzione di energia: La centrale nucleare di Tihange gioca un ruolo significativo nella produzione di energia elettrica in Belgio. I suoi reattori contribuiscono in modo sostanziale all'approvvigionamento elettrico del paese.    Sicurezza nucleare: La sicurezza nucleare è una priorità fondamentale nelle centrali nucleari. La centrale nucleare di Tihange è soggetta a rigorosi standard di sicurezza, monitoraggio e ispezioni da parte delle autorità regolatorie nazionali e internazionali.     Nel corso degli anni, la centrale nucleare di Tihange ha suscitato controversie e preoccupazioni tra il pubblico e i paesi vicini, come i Paesi Bassi e la Germania, a causa di preoccupazioni sulla sicurezza nucleare e sui potenziali rischi. Questo ha portato a dibattiti sulla durata di vita dei reattori e sulle misure di sicurezza.    Aggiornamenti e manutenzione: La centrale nucleare di Tihange ha subito lavori di ristrutturazione e miglioramenti nel corso degli anni per mantenere gli impianti in conformità con gli standard di sicurezza più recenti. La manutenzione regolare e gli aggiornamenti sono essenziali per garantire la sicurezza delle operazioni nucleari. È importante notare che la questione della sicurezza nucleare e il futuro delle centrali nucleari in Belgio sono argomenti di notevole discussione pubblica e politica, e le decisioni riguardanti l'energia nucleare nel paese possono cambiare nel tempo a seconda dei cambiamenti normativi, delle preoccupazioni ambientali e delle priorità energetiche del governo.